# Villaflores (Guadalajara)
El poblado de Villaflores es un pequeño caserío situado en el término municipal de Guadalajara (España) junto a la Cañada Real Galiana, la N-320 y la línea de alta velocidad Madrid-Barcelona. En sus alrededores se extiende el paraje natural conocido como El Sotillo.
Destaca por ser uno de los pocos ejemplos de colonia agrícola del siglo XIX que se pueden encontrar en la provincia de Guadalajara y uno de los más completos de Castilla-La Mancha. Los edificios que lo componen son obra de Ricardo Velázquez Bosco, arquitecto de finales del siglo XIX.
En abril de 2015 se acordó la declaración de Bien de Interés Cultural en la categoría de conjunto histórico del poblado.

## Historia
La finca sobre el que se enclava el poblado perteneció al término municipal de Iriépal y perteneció sucesivamente a las familias de los Cárdenas, los Ibarra, los Cortizos y desde 1882 a María Diega Desmaissières y Sevillano, condesa de la Vega del Pozo y duquesa de Sevillano. El nombre lo tomó del que ostentó durante los siglos XVII y XVIII Iriépal, en cuyo término municipal se ubicó hasta que este se unió a Guadalajara en 1964, y que finalmente quedó para la finca que albergaría más tarde el poblado. 
La construcción del poblado fue encargada por la duquesa de Sevillano al arquitecto Ricardo Velázquez Bosco como colonia agrícola, que, siguiendo las tendencias filantrópicas de la condesa, dotará al complejo, aparte de los inmuebles propios de la explotación, con una escuela, una capilla y ocho viviendas para los trabajadores. 
Las obras se desarrollaron entre 1886 y 1887 y se inauguró en 1887 como poblado agrícola para la familia. Consta de una casona principal, un gran palomar en forma cilíndrica, cuatro edificios de viviendas, dos pozos con noria y una pequeña ermita rodeada de un cementerio. Para la construcción de todos sus edificios se usó la mampostería de piedra caliza reforzado con el ladrillo visto.
A la muerte de la condesa, los nuevos propietarios perdieron el interés por el conjunto, lo que inició un progresivo declive.
En verano de 2008 se anunció la rehabilitación del poblado y la creación allí de una urbanización y un parque temático dedicado a la astronomía, aunque posteriormente el proyecto quedó paralizado. El conjunto continuó su ruina progresiva y el 17 de febrero de 2016 se derrumbó la espadaña con reloj y campanario de la fachada principal de la casona de labor.
A comienzos de 2023 se adjudica, tras previo concurso, a la empresa almeriense Albaida Infraestructuras la acometida urgente de reparaciones en el poblado para frenar su degradación.

## Descripción

### Casa de labor
La casa de labor es el edificio principal y de mayores dimensiones. Es de planta cuadrada, consta de planta baja y bajocubierta y contiene un gran patio interior en el que se levanta un gran cobertizo. En la fachada principal se sitúa el portalón de acceso sobre el que destacaba un alto frontón con la denominación de lugar, el escudo del propietario, un reloj y un campanil, que se hundió el 17 de febrero de 2016. En su interior se situaban dos viviendas, unas oficinas y la escuela. En las naves laterales y trasera se encuentran los espacios destinados a pajar, granero y cuadra. En este último destaca una estructura de madera volada que se habría empleado para soportar los camastros de los arrieros.

### Palomar
El palomar es el edificio más sobresaliente del conjunto. Tiene planta circular y dos alturas y se eleva sobre una amplia base de mampostería. Cuenta con alrededor de diez mil nichos para palomas. Articulado en dos anillos concéntricos, se subdivide mediante muros radiales que contienen los habitáculos de las aves. En su parte superior sobresale un pequeño cuerpo que nace del anillo interior, rematado con una bóveda de media naranja. Esta bóveda sustituyó a una cubierta plana destruida en los años 1940 por un rayo. El acceso se encuentra elevado para proteger el interior de la entrada de depredadores.

### Resto del poblado
La capilla del poblado estaba dedicada a San Diego de Alcalá, al igual que el colegio de las Adoratrices, situado a las afueras de Guadalajara. Está rodeada por una cerca de planta ovalada. Se divide en tres salas: un acceso, la capilla propiamente dicha, cubierta con bóveda de medio cañón con lunetos, y la sacristía. Es el único edificio del complejo cubierto con teja cerámica plana.
El grupo de viviendas está dividido en cuatro bloques pareados de dos plantas cada uno. Se sitúan en un arco que se desarrolla hacia el suroeste, con los accesos orientados hacia la capilla y un patio en la parte posterior.
Completan el conjunto un molino destinado a la extracción de agua, la vivienda principal, la bodega y el almacén. El más interesante es la bodega, que se compone de una nave con grandes tinajas de almacenamiento y dos corredores subterráneos a lo largo de los que se disponen hornacinas con más tinajas.